# 高木憲次

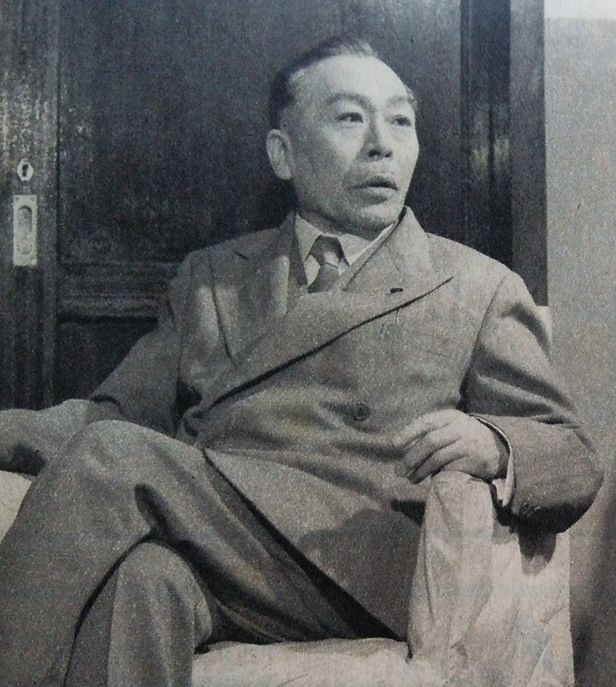
1953年

高木 憲次（たかぎ のりつぐ(けんじ)、明治22年（1889年）2月9日 - 昭和38年（1963年）4月8日）は、大正から昭和後期にかけて活動した医学者、整形外科医。
1926年（大正13年）、東京帝国大学教授、後に日本医科大学教授を歴任した。日本の肢体不自由児教育の創始者といわれている。日本の「肢体不自由児の父」と呼ばれる。「夢の楽園教療所」を提唱し，日本で初めて「肢体不自由児調査」という根拠に基づいて肢体不自由養護施設が日本に必要であると説いた。クリュッペルハイムの概念を日本へと持ち込み、日本初の肢体不自由療育施設である整肢療護園（現：心身障害児総合医療療育センター整肢療護園）の創設者で初代理事長。レントゲン研究の第一人者でもある。

## 生い立ち
1889年（明治22年）、東京都東京市本郷区弥生において父左金吾と母てふの第三子、次男として生まれる。生家の高木家は、代々徳川幕府に仕えており、憲次の祖父至善は評定所詰めであったといわれている。憲次の父左金吾は、石川家から至善の娘てふの婿養子として、高木家に迎えられた。左金吾の実家の石川家は代々、医を業としており、左金吾の父の石川玄純は、京都御所で天皇の侍医を務めたこともある。その流れから、左金吾も近代医学を学び、それを駆使して奉仕的に診療活動を行っていた。
憲次は色白で虚弱な子どもであったが、繁盛する開業医の坊ちゃんとして可愛がられ、恵まれた幼年時代を送った。1895年（明治28年）に東京市立本郷尋常高等小学校に入学した。当時の尋常小学校の修業年数は三か年または四か年であったが、憲次は、成績が優秀であったため、一年から飛び級して三年に進級し、三年間で尋常小学校の四ヵ年の課程を修了している。中学校は独協中学校に入学。独協中学校を卒業後1905年（明治38年）9月に第一高等学校に入学。憲次はよく勉強したが、当時の同級からは「特に目立つほどの生徒ではなかった。すなわち将来を想見されるほどには見えなかった。」と評価されている。このころに憲次が手に入れ、愛好したカメラの技術が、後年レントゲンの研究に大きく影響したとされている。
憲次は1908年（明治41年）7月第一高等学校第三部を卒業後、同年9月に東京帝国大学医科大学医学科に入学した。

## 経歴

### 医学科入学以前
憲次は英語を十歳の頃に習い始めて、十一歳の時には当時中学校五年間で習う英語の教科書五巻をあげてしまうほどに英語が得意であった。そのため、本人も英語を続けたいという希望があったという。そのことを祖父に話すと「何も医者とは限らぬ。何でも本人のなりたいものになれ」と言った。しかし、同じ話を父親にしたところ、当時医学博士というものが国内に五名ほどしかいなかったという実状から、「私はこの子を医者にして博士にした。それには英語ではだめだ。ドイツ語が必要だからどうしても独協中学校に入れたい。」と主張したため、高木はドイツ語を学ぶこととなったのである。
肢体不自由児療育を目指すに至る二つのエピソード
憲次は尋常小学校四年生のとき、鎌倉に遠足に行ったことについて書いた作文において医学を志す一つのきっかけを記している。憲次はその当時としては珍しい手足不自由の孤児院の子どもと会ったことにより、「乞食になるほかない」といわれる子どもたちについて非常に心を動かされていたようである。また、当時高木家で車夫をやっていたものが「手足不自由のある子どもが寄ってきたのをおっぱらった話」をしていたことについて、憲次の父左金吾が「孤児院というところは汚いかもしれないが、これは大変立派な仕事で、かわいそうな子どもを助けてやっているのだから、汚いと蔑視してはいけないのだ。」と叱り、「自分もそうした子どもたちを見てやりたい。」と言っているのを憲次は感心して見ていたという。
憲次は第一高等学校時代、商売人が使うものと同じ写真機を父から買ってもらい、大変喜んで使っていたという。さっそく入学の年である1905年（明治38年）の10月に写真機を担いで富士山を写して回ったのであるが、その際に目にとまった3、4人の肢体不自由児の姿が、後に肢体不自由児療育の仕事に入るきっかけとなったという。この子どもたちは設立間もない富士育児院に収容されていた。この子どもたちに縄をなったり、わらじ等を作らせて生活の世話をしている富士育児院の人の話を聞き、感心したという。

### 東京帝国大学医学科時代
東京帝国大学に入学中の高木憲次はますます勉学に励んだ。そのため友人からは「元来からだの小さい色白の一見上部とは言えない人であったが、あまり励んで、その余暇に歌舞伎を見るのが好きな人であったので、……同じ芝居を月に二，三度も見に行くようなことがあっては、病気にでもなるといけないと思ったので、親友の好で、友人三人で同君の宅へ行き、戸外の運動を勧告に行ったことさえあった。」と述べているほどであった。憲次は、心臓病で虚弱であったため病気になってしまい、三年間休学することになる。この休学の間も趣味の写真に熱中していたようである。